# Kosmos 2285
Kosmos 2285, ruski satelit iz programa Kosmos. Vrste je Obzor br. 1.
Lansiran je 2. kolovoza 1994. godine u 20:00 s kozmodroma Pljesecka u Rusiji. Lansiran je u nisku orbitu oko planeta Zemlje raketom nosačem Kosmos-3M 11K65M. Orbita mu je 974 km u perigeju i 1012 km u apogeju. Orbitna inklinacija mu je 74,03°. Spacetrackov kataloški broj je 23189. COSPARova oznaka je 1994-045-A. Zemlju obilazi u 104,96 minuta. Pri lansiranju bio je mase 825 kg. 

## Vanjske poveznice
- N2YO.com Search Satellite Database
- Celes Trak SATCAT Format Documentation (engl.)
- Kunstman  Arhivirana inačica izvorne stranice od 12. kolovoza 2019. (Wayback Machine) Satellites in Orbit (engl.)